# Filmfestival van Cannes 2025
Het 78ste Filmfestival van Cannes was een internationaal filmfestival dat plaats vond in Cannes, Frankrijk van 13 tot 24 mei 2025.
Het festival opende met de Franse film Partir un jour geregisseerd door Amélie Bonnin.
Un simple accident van Jafar Panahi won de Gouden Palm. Met deze prijs werd Panahi de vierde regisseur ooit die alle hoofdprijzen van de filmfestivals van Berlijn (Gouden Beer), Venetië (Gouden Leeuw) en Cannes (Gouden Palm) heeft gewonnen. De enige andere regisseurs die hem dit voorgingen, zijn Henri-Georges Clouzot, Michelangelo Antonioni en Robert Altman.
Eén dag na de aankondiging van de officiële ACID-selectie werd de Palestijnse fotojournaliste Fatima Hassouna, een van de hoofdpersonen van de documentairefilm Put Your Soul on Your Hand and Walk van Sepideh Farsi, samen met tien leden van haar familie gedood bij een Israëlische luchtaanval op hun huis in Gaza-Stad op 16 april 2025. Het festival bracht een officiële verklaring uit waarin condoleances werden uitgesproken en kritiek werd geleverd op de aanhoudende oorlog en het geweld in Gaza. Op de openingsdag van het festival ondertekenden meer dan 350 regisseurs, acteurs en producenten, waaronder Jonathan Glazer, Nuri Bilge Ceylan, Víctor Erice, Hafsia Herzi, Aki Kaurismäki, Nadav Lapid, Kleber Mendonça Filho, Pedro Almodóvar, David Cronenberg en Ruben Östlund, een brief waarin zij de moord op Hassouna en de aanhoudende genocide in Gaza veroordeelden. Ze stelden: "We kunnen niet zwijgen zolang er in Gaza genocide plaatsvindt".

## Competitie

### Jury
De internationale jury:
| Naam    | Naam                              | Beroep                                  | Land               |
| ------- | --------------------------------- | --------------------------------------- | ------------------ |
| nothumb | Juliette Binoche (juryvoorzitter) | Actrice                                 | Frankrijk          |
| nothumb | Halle Berry                       | Actrice, model, producent               | Verenigde Staten   |
| nothumb | Payal Kapadia                     | Regisseur                               | India              |
| nothumb | Alba Rohrwacher                   | Actrice                                 | Italië             |
| nothumb | Leïla Slimani                     | Schrijfster, journaliste                | Frankrijk- Marokko |
| nothumb | Dieudonné Hamadi                  | Regisseur, documentairemaker            | Congo-Kinshasa     |
| nothumb | Hong Sang-soo                     | Regisseur, scenarioschrijver            | Zuid-Korea         |
| nothumb | Carlos Reygadas                   | Regisseur, scenarioschrijver, producent | Mexico             |
| nothumb | Jeremy Strong                     | Acteur                                  | Verenigde Staten   |

### Selectie (langspeelfilms)
Speelfilms geselecteerd voor de competitie. De gearceerde film betreft de winnaar van de Gouden Palm.
| Film                                | Regisseur                   | Land                                                                          | Prijzen |
| ----------------------------------- | --------------------------- | ----------------------------------------------------------------------------- | ------- |
| Alpha                               | Julia Ducournau             | Frankrijk / België                                                            |         |
| Die, My Love                        | Lynne Ramsey                | Verenigde Staten                                                              |         |
| Dossier 137                         | Dominik Moll                | Frankrijk                                                                     |         |
| Eagles of the Republic              | Tarik Saleh                 | Zweden / Frankrijk / Denemarken / Finland                                     |         |
| Eddington                           | Ari Aster                   | Verenigde Staten                                                              |         |
| Fuori                               | Mario Martone               | Italië / Frankrijk                                                            |         |
| The History of Sound                | Oliver Hermanus             | Verenigd Koninkrijk / Verenigde Staten                                        |         |
| The Mastermind                      | Kelly Reichardt             | Verenigde Staten                                                              |         |
| Nouvelle Vague                      | Richard Linklater           | Frankrijk                                                                     |         |
| La Petite Dernière                  | Hafsia Herzi                | Frankrijk / Duitsland                                                         |         |
| The Phoenician Scheme               | Wes Anderson                | Verenigde Staten / Duitsland                                                  |         |
| Renoir                              | Chie Hayakawa               | Japan / Frankrijk / Singapore / Filipijnen / Indonesië                        |         |
| Kuang ye shi dai (Resurrection)     | Bi Gan                      | China / Frankrijk                                                             |         |
| Romería                             | Carla Simón                 | Spanje / Duitsland                                                            |         |
| O Agente Secreto (The Secret Agent) | Kleber Mendonça Filho       | Brazilië / Frankrijk                                                          |         |
| Affeksjonsverdi (Sentimental Value) | Joachim Trier               | Noorwegen / Frankrijk / Duitsland / Denemarken / Zweden / Verenigd Koninkrijk |         |
| Un simple accident                  | Jafar Panahi                | Iran / Frankrijk / Luxemburg                                                  |         |
| Sirat                               | Oliver Laxe                 | Spanje / Frankrijk                                                            |         |
| In die Sonne schauen                | Mascha Schilinski           | Duitsland                                                                     |         |
| Dva prokurora (Two Prosecutors)     | Sergei Loznitsa             | Roemenië / Letland / Frankrijk / Duitsland / Nederland / Litouwen             |         |
| Jeunes mères                        | Jean-Pierre en Luc Dardenne | België                                                                        |         |
| Zan va bache (Women and Child)      | Saeed Roustayi              | Iran                                                                          |         |

Langspeelfilms buiten competitie:
| Film                                      | Regisseur             | Land               |
| ----------------------------------------- | --------------------- | ------------------ |
| 13 jours, 13 nuits                        | Martin Bourboulon     | Frankrijk          |
| Partir un jour                            | Amélie Bonnin         | Frankrijk          |
| La Venue de l'avenir                      | Cédric Klapisch       | Frankrijk          |
| La Femme la plus riche du monde           | Thierry Klifa         | Frankrijk / België |
| Mission: Impossible – The Final Reckoning | Christopher McQuarrie | Verenigde Staten   |
| Highest 2 Lowest                          | Spike Lee             | Verenigde Staten   |
| Vie privée                                | Rebecca Zlotowski     | Frankrijk          |

Séances de minuit:
| Film                   | Regisseur            | Land               |
| ---------------------- | -------------------- | ------------------ |
| Exit 8                 | Genki Kawamura       | Japan              |
| Dalloway               | Yann Gozlan          | Frankrijk / België |
| Sons of the Neon Night | Juno Mak             | Hongkong / China   |
| Honey Don't!           | Ethan Coen           | Verenigde Staten   |
| Le Roi Soleil          | Vincent Maël Cardona | Frankrijk          |

Séances spéciales:
| Film                                                                    | Regisseur                        | Land                         |
| ----------------------------------------------------------------------- | -------------------------------- | ---------------------------- |
| Amélie et la Métaphysique des Tubes (in competitie voor de Caméra d'or) | Maïlys Vallade and Liane-Cho Han | Frankrijk                    |
| Arco (in competitie voor de Caméra d'or)                                | Ugo Bienvenu                     | Frankrijk                    |
| Bono: Stories of Surrender                                              | Andrew Dominik                   | Australië / Verenigde Staten |
| Dites-lui que je l'aime                                                 | Romane Bohringer                 | Frankrijk                    |
| L'Homme qui a vu l'ours qui a vu l'homme                                | Pierre Richard                   | Frankrijk                    |
| Mama (in competitie voor de Caméra d'or)                                | Or Sinai                         | Israël                       |
| Marcel et Monsieur Pagnol                                               | Sylvain Chomet                   | Frankrijk                    |
| Qui Brille Du Combat (in competitie voor de Caméra d'or)                | Joséphine Japy                   | Frankrijk                    |
| The Six Billion Dollar Man                                              | Eugene Jarecki                   | Verenigde Staten             |

Cannes première:
| Film                               | Regisseur                  | Land                                                 |
| ---------------------------------- | -------------------------- | ---------------------------------------------------- |
| Amrum                              | Fatih Akin                 | Duitsland                                            |
| Connemara                          | Alex Lutz                  | Frankrijk                                            |
| The Disappearance of Josef Mengele | Kirill Serebrennikov       | Duitsland / Frankrijk / Verenigd Koninkrijk / Spanje |
| Ástin sem eftir er                 | Hlynur Pálmason            | IJsland / Denemarken                                 |
| Ma frère                           | Lise Akoka & Romane Guéret | Frankrijk                                            |
| Magalhães                          | Laz Diav                   | Filipijnen / Spanje / Portugal                       |
| Orwell: 2+2=5                      | Raoul Peck                 | Frankrijk / Verenigde Staten                         |
| Renai Saiban                       | Kōji Fukada                | Japan                                                |
| Splitsville                        | Michael Angelo Covino      | Verenigde Staten                                     |
| La ola (The Wave)                  | Sebastián Lelio            | Chili                                                |

## Un certain regard

### Jury
| Naam    | Naam                                  | Beroep                                                          | Land                   |
| ------- | ------------------------------------- | --------------------------------------------------------------- | ---------------------- |
| nothumb | Molly Manning Walker (juryvoorzitter) | Cameravrouw, scenarioschrijver, filmregisseur                   | Verenigd Koninkrijk    |
| nothumb | Nahuel Pérez Biscayart                | Acteur                                                          | Argentinië             |
| nothumb | Louise Courvoisier                    | Filmmaker                                                       | Frankrijk- Zwitserland |
| nothumb | Vanja Kaludjercic                     | Festivaldirecteur van het International Film Festival Rotterdam | Kroatië                |
| nothumb | Roberto Minervini                     | Filmmaker, producent                                            | Italië                 |

### Selectie
Volgende films werden geselecteerd voor de competitie.De gearceerde film betreft de winnaar van de Prix Un certain regard.
| Film                                                                                      | Regisseur                              | Land                                                         | Prijs |
| ----------------------------------------------------------------------------------------- | -------------------------------------- | ------------------------------------------------------------ | ----- |
| Aisha Can't Fly Away (عائشة لم تعد قادرة على الطيران) (in competitie voor de Caméra d'or) | Morad Mostafa                          | Egypte / Qatar / Tunesië                                     |       |
| Eleanor the Great (in competitie voor de Caméra d'or)                                     | Scarlett Johansson                     | Verenigde Staten                                             |       |
| L'inconnu de la Grande Arche                                                              | Stéphane Demoustier                    | Frankrijk                                                    |       |
| Testa o croce?                                                                            | Matteo Zoppis en Alessio Rigo de Righi | Italië / Verenigde Staten                                    |       |
| Homebound                                                                                 | Neeraj Ghaywan                         | India                                                        |       |
| Karavan (in competitie voor de Caméra d'or)                                               | Zuzana Kirchnerova                     | Tsjechië                                                     |       |
| Le città di pianura                                                                       | Francesco Sossai                       | Italië                                                       |       |
| Météors                                                                                   | Hubert Charuel                         | Frankrijk                                                    |       |
| My Father's Shadow (in competitie voor de Caméra d'or)                                    | Akinola Davies Jr                      | Verenigd Koninkrijk / Ierland / Nigeria                      |       |
| La misteriosa mirada del flamenco (in competitie voor de Caméra d'or)                     | Diego Céspedes                         | Chili / Frankrijk / België / Spanje / Duitsland              |       |
| Once Upon a Time in Gaza                                                                  | Tarzan Nasser en Arab Nasser           | Polen / Frankrijk / Portugal                                 |       |
| A Pale View of Hills (遠い山なみの光)                                                     | Kei Ishikawa                           | Japan / Verenigd Koninkrijk / Polen / Singapore              |       |
| Pillion (in competitie voor de Caméra d'or)                                               | Harry Lighton                          | Verenigd Koninkrijk / Ierland                                |       |
| The Plague (in competitie voor de Caméra d'or)                                            | Charlie Polinger                       | Australië / Verenigde Staten                                 |       |
| Promis le ciel                                                                            | Erige Sehiri                           | Tunesië / Frankrijk / Nederland / Qatar                      |       |
| Love Me Tender                                                                            | Anna Cazenave Cambet                   | Frankrijk                                                    |       |
| Un Poeta                                                                                  | Simón Mesa Soto                        | Colombia / Duitsland / Zweden                                |       |
| O Risa e a Faca                                                                           | Pedro Pinho                            | Portugal                                                     |       |
| The Chronology of Water (in competitie voor de Caméra d'or)                               | Kristen Stewart                        | Frankrijk / Verenigd Koninkrijk / Verenigde Staten / Letland |       |

## Semaine de la critique

### Selectie
De semaine de la critique is een parallelle sectie gewijd aan eerste en tweede films. Het Nederlandse speelfilmdebuut Rietland van Sven Bresser is de eerste Nederlandse film die voor de Semaine de la critique-competitie geselecteerd is sinds De Poolse bruid 27 jaar geleden.
Volgende films werden geselecteerd voor de competitie: De gearceerde film geeft de winnaar aan.

### Speelfilms
| Film                                                                 | Regisseur                  | Land                                                        |
| -------------------------------------------------------------------- | -------------------------- | ----------------------------------------------------------- |
| Ciudad sin sueño (in competitie voor de Caméra d'or)                 | Guillermo Galoe            | Spanje / Frankrijk                                          |
| Imago                                                                | Déni Oumar Pitsaev         | Frankrijk / België                                          |
| Kika                                                                 | Alexe Poukine              | België / Frankrijk                                          |
| Left-Handed Girl                                                     | Shih-Ching Tsou            | Taiwan / Frankrijk / Verenigde Staten / Verenigd Koninkrijk |
| Nino (in competitie voor de Caméra d'or)                             | Pauline Loquès             | Frankrijk                                                   |
| Pee chai dai ka (A Useful Ghost) (in competitie voor de Caméra d'or) | Ratchapoom Boonbunchachoke | Thailand / Frankrijk / Singapore / Duitsland                |
| Rietland (in competitie voor de Caméra d'or)                         | Sven Bresser               | Nederland                                                   |

### Séances spéciales
| Film                                                    | Regisseur     | Land               |
| ------------------------------------------------------- | ------------- | ------------------ |
| L'Intérêt d'Adam                                        | Laura Wandel  | België / Frankrijk |
| Baise en ville                                          | Martin Jauvat | Frankrijk          |
| Des preuves d’amour (in competitie voor de Caméra d'or) | Alice Douard  | Frankrijk          |
| Planètes (in competitie voor de Caméra d'or)            | Momoko Seto   | Frankrijk / België |

## Quinzaine des cinéastes

### Selectie
De Quinzaine des cinéastes is een parallelle sectie. Volgende films werden geselecteerd voor de competitie: De gearceerde film geeft de winnaar aan.

### Speelfilms
| Film                                                     | Regisseur                                         | Land                              |
| -------------------------------------------------------- | ------------------------------------------------- | --------------------------------- |
| Enzo                                                     | Laurent Cantet en Robin Campillo                  | Frankrijk                         |
| Amour Apocalypse                                         | Anne Émond                                        | Canada                            |
| Brand New Landscape (in competitie voor de Caméra d'or)  | Yuiga Danzuka                                     | Japan                             |
| Classe moyenne                                           | Antony Cordier                                    | Frankrijk / België                |
| Dangerous Animals                                        | Sean Byrne                                        | Australië                         |
| La danse des renards (in competitie voor de Caméra d'or) | Valéry Carnoy                                     | Frankrijk / België                |
| L'Engloutie (in competitie voor de Caméra d'or)          | Louise Hémon                                      | Frankrijk                         |
| Les filles désir (in competitie voor de Caméra d'or)     | Prïncia Car                                       | Frankrijk                         |
| Girl On Edge (in competitie voor de Caméra d'or)         | Jinghao Zhou                                      | China                             |
| Indomptables                                             | Thomas Ngijol                                     | Kameroen / Frankrijk              |
| Kokuho                                                   | Lee Sang-il                                       | Japan                             |
| Lucky Lu (in competitie voor de Caméra d'or)             | Lloyd Lee Choi                                    | Verenigde Staten                  |
| Militantropos                                            | Yelizaveta Smith, Alina Gorlova en Simon Mozgovyi | Oekraïne / Frankrijk / Oostenrijk |
| Miroirs No. 3                                            | Christian Petzold                                 | Duitsland                         |
| La Mort N’existe Pas                                     | Félix Dufour-Laperrière                           | Canada / Frankrijk                |
| The President's Cake (in competitie voor de Caméra d'or) | Hasan Hadi                                        | Irak / Qatar / Verenigde Staten   |
| Que Ma Volonté Soit Faite                                | Julia Kowalski                                    | Frankrijk                         |
| Sorry, Baby (in competitie voor de Caméra d'or)          | Eva Victor                                        | Verenigde Staten                  |

## ACID

### Selectie
ACID is een parallelle sectie gewijd aan onafhankelijke films. Volgende films werden geselecteerd voor de competitie:
| Film                                                              | Regisseur                                         | Land                               |
| ----------------------------------------------------------------- | ------------------------------------------------- | ---------------------------------- |
| L’aventura                                                        | Sophie Letourneur                                 | Frankrijk                          |
| Culebra Negra                                                     | Aurélien Vernhes-Lermusiaux                       | Frankrijk / Colombia / Brazilië    |
| Drifting Laurent                                                  | Anton Balekdjian, Léo Couture en Mattéo Eustachon | Frankrijk                          |
| Drunken Noodles                                                   | Lucio Castro                                      | Verenigde Staten / Argentinië      |
| Entroncamento                                                     | Pedro Cabeleira                                   | Portugal / Frankrijk               |
| Jossain on valo joka ei sammu (in competitie voor de Caméra d'or) | Lauri-Matti Parppei                               | Finland / Noorwegen                |
| Life After Siham                                                  | Namir Abdel Messeeh                               | Frankrijk / Egypte                 |
| Obscure night: Ain't I a Child?                                   | Sylvian George                                    | Frankrijk / Zwitserland / Portugal |
| Put Your Soul on Your Hand and Walk                               | Sepideh Farsi                                     | Frankrijk / Palestina / Iran       |

## Ere-Gouden Palm
- Robert De Niro[17]
- Denzel Washington[18]

## Prijswinnaars
| Categorie                   | Winnaar                    | Regisseur of film             | Land                                 |
| --------------------------- | -------------------------- | ----------------------------- | ------------------------------------ |
| Gouden Palm                 | Un simple accident         | Jafa Panahi                   | Vlag van Iran                        |
| Grote Prijs (Grand Prix)    | Affeksjonsverdi            | Joachim Trier                 | Vlag van Noorwegen                   |
| Juryprijs                   | Sirat In die Sonne schauen | Oliver Laxe Mascha Schilinski | Vlag van Spanje · Vlag van Duitsland |
| Beste regisseur             | Kleber Mendonça Filho      | O Agente Secreto              | Vlag van Brazilië                    |
| Beste actrice               | Nadia Melliti              | La Petite Dernière            | Vlag van Frankrijk                   |
| Beste acteur                | Wagner Moura               | O Agente Secreto              | Vlag van Brazilië                    |
| Beste scenario              | Jeunes mères               | Jean Pierre en Luc Dardenne   | Vlag van België                      |
| Gouden camera (Caméra d'or) | The President's Cake       | Hasan Hadi                    | Vlag van Irak                        |
| Prix spécial                | Kuang ye shi dai           | Bi Gan                        | Vlag van China                       |
| Queer Palm                  | La Petite Dernière         | Hafsia Herzi                  | /                                    |
| Palme Dog                   | Panda                      | Ástin sem eftir er            | /                                    |